# Tim Flannery
Timothy Fridtjof Flannery FAA (nacido el 28 de enero de 1956) es un paleontólogo, ambientalista, conservacionista, explorador, escritor, comunicador científico, activista y científico público australiano. Fue galardonado con el premio Australiano del Año en 2007 por su trabajo y defensa de cuestiones medioambientales.
Flannery creció en Sandringham y estudió inglés en la Universidad La Trobe en 1977. Luego cambió de disciplina para dedicarse a la paleontología. Como investigador, Flannery trabajó en varias universidades y museos de Australia, especializándose en marsupiales fósiles y evolución de los mamíferos. Hizo contribuciones notables a la paleontología de Australia y Nueva Guinea durante la década de 1980, incluida la revisión de la evolución y los registros fósiles de Phalangeridae y Macropodidae. Mientras era curador de mamíferos en el Museo Australiano, llevó a cabo un estudio sobre los mamíferos de Melanesia, donde identificó 17 especies no descritas previamente, incluidos varios canguros arbóreos.
En 1994, Flannery publicó su primer libro de divulgación científica, The Future Eaters, sobre la historia natural de Australasia. Fue muy vendido y fue adaptado para televisión. Desde entonces, ha escrito más de 27 libros sobre historia natural y temas medioambientales, incluidos Throwim Way Leg y Chasing Kangaroos, y ha aparecido en televisión y en los medios de comunicación.
Después de preocuparse cada vez más por el cambio climático, Flannery se destacó por su papel en la comunicación sobre el cambio climático, la investigación y la promoción del tema, particularmente en su Australia natal. Pasó cinco años escribiendo The Weather Makers (2005) sobre el tema. En 2011, fue nombrado Comisionado Jefe de la Comisión del Clima, un organismo del gobierno federal que proporciona información sobre el cambio climático al público australiano, hasta su abolición por parte del gobierno de Abbott en 2013. Flannery y otros comisionados despedidos formaron más tarde el Consejo Climático independiente . que continúa comunicando ciencia climática independiente al público australiano.
Flannery, ambientalista y conservacionista, apoya la mitigación del cambio climático, la transición a las energías renovables, la descarbonización de la economía y la resilvestración de la naturaleza.